# 蒂维
蒂维，是西班牙巴伦西亚自治区阿利坎特省的一个市镇。总面积70km2，总人口1252人（2001年），人口密度18人/km2。